# Bonče
Bonče (makedonska: Бонче) är en ort i Nordmakedonien. Den ligger i kommunen Prilep, i den centrala delen av landet, 90 kilometer söder om huvudstaden Skopje. Bonče ligger 781 meter över havet och antalet invånare är 243.